# Fredrik Westling
Gustaf Oskar Fredrik Westling, född den 1 december 1850 i Linköping, död den 11 januari 1926 i Västervik, var en svensk historiker, skolman och präst. Han var bror till Gottfrid Westling.
Westling blev student vid Uppsala universitet 1870, docent i historia där 1879 och filosofie doktor 1880. Han utnämndes till lektor i svenska och historia samma år vid Sundsvalls och 1884 vid Linköpings högre allmänna läroverk, men stannade kvar vid det förra som tillförordnad rektor, tills han i samma egenskap förflyttades 1897 till Nyköpings och 1902 till Västerviks högre allmänna läroverk, där han 1904 även blev lektor. Han lämnade rektoratet 1907 och lektoratet 1917. År 1888 blev han prästvigd och 1897 teologie doktor. Åren 1892 och 1895 var han statsrevisor. Westling invaldes som ledamot av Samfundet för utgivande av handskrifter rörande Skandinaviens historia 1880. Han blev ledamot av Nordstjärneorden 1893.
Westling skrev bland annat "Det nordiska sjuårskrigets historia" (i Historiskt bibliotek, VI–VII, 1879–1880), Hertig Karls furstendöme åren 1568–1592 (1883) och värdefulla uppsatser rörande de kyrkliga förhållandena i Estland och Livland under svenska väldets tid (i Handlingar rörande prestmötet i Hernösand, 1890, Sundsvalls läroverks årsberättelser 1892, 1894, 1896, 1897, Kyrklig tidskrift, 1896–1897, 1899 och i Kyrkohistorisk årsskrift 1900–1901), varav åtskilliga i tysk översättning införts i Beiträge zur Kunde Ehst-, Liv- und Kurlands (band 5, 1896, 1898), samt artiklar i Historisk tidskrift ("Sveriges förhållande till Danmark från freden i Stettin till Fredrik II:s död" 1571–1583, del 39, 1919) och Nordisk familjebok.